# République des îles Ioniennes
1815 – 1864
Entités précédentes :
- République des Sept-Îles

Entités suivantes :
- Royaume de Grèce

La république des îles Ioniennes, ou plus exactement États-Unis des îles Ioniennes (en grec Ηνωμένον Κράτος των Ιονίων Νήσων (Enomenon Kratos ton Ionion Neson) ; en anglais United States of the Ionian Islands ; en italien Stati Uniti delle Isole Ionie), est une entité rassemblant sept îles Ioniennes situées entre la Grèce et l’Italie, qui formaient la république des Sept-Îles (placée sous la protection de la Russie et de l'Empire ottoman, puis de la France), qui fut attribuée au Royaume-Uni au traité de Paris en 1814. Après l'adoption de la Constitution de 1842, déjà amendée, le pays avait 3 noms officiels : la République Ionienne, la République des Îles Ioniennes et les États-Unis des Îles Ioniennes.
Les îles (Corfou, Paxos, Leucade, Céphalonie, Ithaque, Zakynthos, Cythère) furent cédées au royaume de Grèce en 1864 dans la foulée de l'élection au trône de Grèce de Georges Ier.

## Histoire
L'intérêt des Britanniques pour les îles Ioniennes commence lorsqu'Ali Pacha de Janina, gouverneur de la région de l'Épire pour le compte de l'Empire ottoman, déçu par l'attitude française au traité de Tilsit, se tourne vers le Royaume-Uni pour faire aboutir son projet de s'emparer des îles Ioniennes. On pense que Kapodistrias fut déterminant dans l'échec d'Ali Pacha et la mise en place du protectorat britannique.
En 1809 et 1810, les Britanniques occupent les îles, à l’exception de Corfou, vigoureusement défendue par le général Donzelot jusqu’en 1814, date à laquelle le traité de Paris place les îles Ioniennes sous le protectorat britannique. En 1819, le Sultan Mahmoud II reconnaît ce protectorat en échange de la cession de Parga.
« La république des îles Ioniennes avec 200 000 habitants, un revenu public de 2 millions de francs, et une milice nationale de 4 à 5 000 hommes, ne pourrait maintenir son indépendance ; mais le Royaume-Uni y entretient environ 2 400 hommes de troupe, et quelques frégates y viennent souvent montrer le pavillon britannique. On assure que le gouvernement britannique dépense jusqu’à 50 000 livres sterling à l’entretien des fortifications et à la partie de la solde des troupes qui n’est pas à la charge des insulaires. À ce prix, il tient les clefs de la mer Adriatique, et surveille l’Archipel. »
En effet, alors que le Sénat ionien espère que le congrès de Vienne rendrait à la République sa liberté, les îles sont confiées aux Britanniques qui y exercent une étroite surveillance. Elles prennent alors le nom de « États-Unis des îles Ioniennes » en français, « United States of the Ionian Islands » en anglais, « Ηνωμένον Κράτος των Ιονίων Νήσων » en grec moderne, « Stati Uniti delle Isole Ionie » en italien. On dit parfois aussi tout simplement l'« État ionien » (« Ιονικόν Κράτος »). Le général James Campbell, premier représentant britannique dans les îles après le congrès de Vienne annonce que la Couronne ne reconnaît pas l'existence d'un peuple ionien libre et met en place des tribunaux militaires pour étouffer toute opposition. Son successeur, Sir Thomas Maitland, prend le titre de « Lord High Commissionner » (« Lord Haut Commissaire », on dit plus souvent tout simplement « Gouverneur ») et décide la dissolution du Sénat ionien.
Il fait adopter une constitution de la république des îles Ioniennes par une assemblée constituante ionienne en décembre 1817. Un Sénat (Gérousia) de six membres et une Assemblée (Boulè) de 42 députés gouvernent la République, mais toutes leurs décisions sont soumises au gouverneur britannique qui dispose du droit de veto (d'où le surnom d'« avorteur » donné à Maitland par les Grecs). Le Sénat est élu par les députés de l'Assemblée, mais son président est nommé par le gouverneur. L’Assemblée est aristocratique et élue par les différentes îles en fonction de leur population. Le gouverneur est chargé des affaires étrangères, de la police et de la santé publique. Il réside à Corfou et est représenté par un résident dans chacune des six autres îles. Ce résident dispose localement des mêmes pouvoirs que le gouverneur.

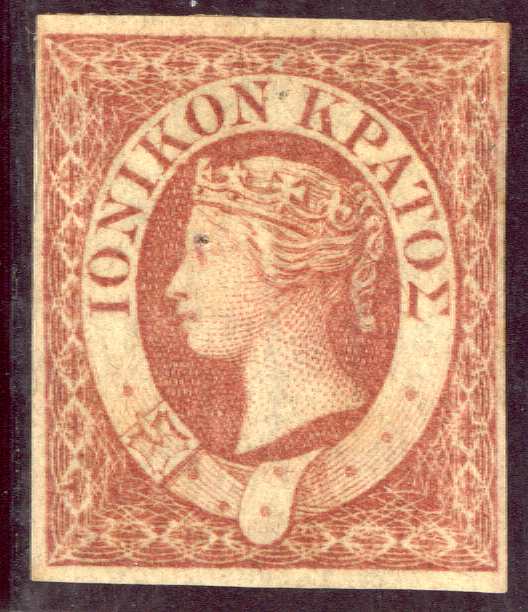
Timbre de l’État Ionien avec le portrait de la reine Victoria (1859).

Les Britanniques, les gouverneurs successifs principalement, ne sont pas très populaires dans les îles. Ainsi, Sir Thomas Maitland (1815-1824) est surnommé « King Tom » par les Britanniques eux-mêmes. Les Grecs, quant à eux, l'appellent « L'Avorteur » à cause de son attitude lors de la guerre d'indépendance grecque. Il décide en effet la neutralité des îles lors du conflit, mais fait emprisonner les patriotes grecs et ordonne même l'exécution de certains d'entre eux. Son successeur Sir Frederick Adam (1824-1835) se rend impopulaire à cause de ses dépenses somptuaires. Alors qu'il a épousé une Corfiote et qu'il encourage les arts (il soutient le poète zantiote Dionýsios Solomós par exemple), on lui reproche d'avoir presque mené la République à la faillite. Sir Howard Douglas (1835-1841) fut l'un des moins impopulaires, grâce à son action en faveur de l'économie locale et parce qu'il oblige ses fonctionnaires à apprendre le grec moderne.
La modernisation des îles (routes, ponts, écoles, université, hôpitaux, développement du commerce et de l'industrie) date de la période britannique. Corfou, Zante et Argostoli sont chacune dotée d'un collège et d'un lycée. Le comte de Guilford fait ouvrir l'Académie ionienne à Corfou le 29 mai 1824. Une bibliothèque est créée à Corfou. Sir Howard Douglas permet la mise en place de la Banque ionienne (en) afin d'encourager les prêts aux agriculteurs locaux. Le système judiciaire ionien est copié sur le système britannique. Les impôts directs disparaissent presque totalement, remplacés par des taxes sur les importations et les exportations.

Le drapeau des îles Ioniennes sous protectorat britannique.

Une première tentative britannique d'autonomisation de la république des îles Ioniennes a lieu sous le mandat de Lord Seaton (1843-1848). Il pense que les îles peuvent être rattachées au royaume grec. Il encourage le développement de la vie politique : il accorde la liberté de la presse et organise des élections libres. Ces libertés ne conviennent à personne : le parti pro-britannique lui reproche d'accorder trop de pouvoir aux Grecs ; le parti grec trouve ses mesures insuffisantes et continue de considérer les Britanniques comme des oppresseurs. L'opposition grecque est menée par Andreas Moustoxydis.

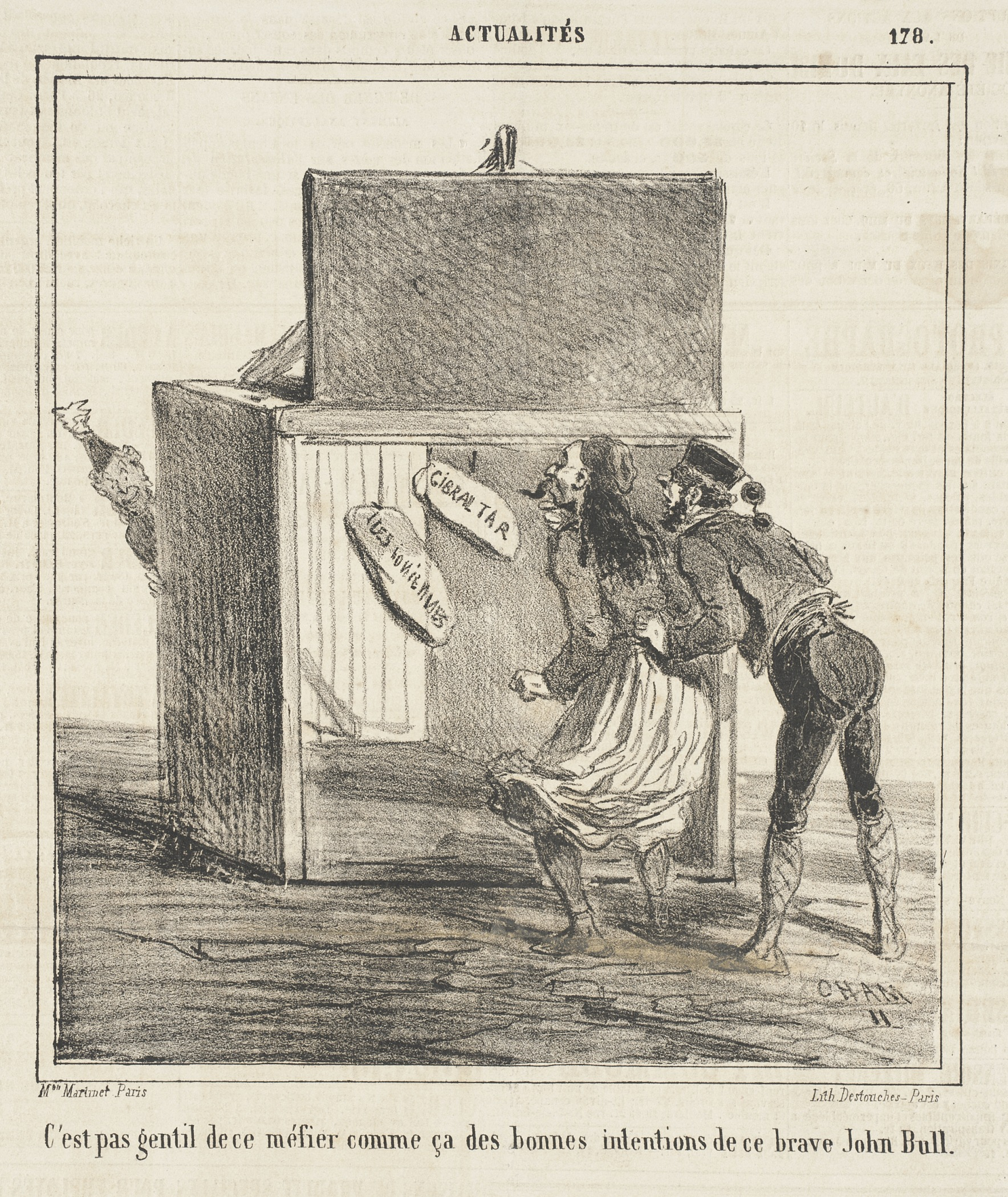
C'est pas gentil de ce méfier comme ça des bonnes intentions de ce brave John Bull (Cham - 1862).

Les événements de 1848 touchent les îles Ioniennes. Le parti des radicaux (en), ou Ριζοσπάστες (Rizospastes), cherche à secouer le joug britannique, et une révolte éclate à Céphalonie, menée par un prêtre (Nodaros, dit le Père Brigand), et un dénommé Theodoros Vlachos, promptement exécutés avec 19 autres. Le gouverneur Sir Henry Ward décrète l'état d'urgence et réprime tous les mouvements. Cependant, pour éviter tout renouvellement de ce phénomène, la Constitution de 1817 est modifiée en 1851 afin d'accorder plus de pouvoirs aux institutions locales.
La tâche n'est malgré tout pas aisée pour les gouverneurs suivants, quelles que soient leurs qualités (Gladstone, futur Premier ministre, est gouverneur des îles quelques mois en 1858). Le dernier gouverneur, Sir Henry Knight Storks, est aussi impopulaire et aussi dictatorial que « King Tom. »
C’est en 1864 que le Royaume-Uni se retire de l’archipel, et le 21 mai celui-ci est dès lors rattaché au royaume de Grèce. Cette rétrocession est plus ou moins un cadeau britannique pour l'élection du nouveau roi de Grèce Georges Ier.

## Gouvernement
Pendant la domination britannique, la couronne était représentée dans les îles ioniennes par des commissaires civils, puis par des Lords hauts-commissaires.